# Aloe suarezensis
Aloe suarezensis är en grästrädsväxtart som beskrevs av Joseph Marie Henry Alfred Perrier de la Bâthie. Aloe suarezensis ingår i släktet Aloe och familjen grästrädsväxter.
Artens utbredningsområde är Madagaskar. Inga underarter finns listade i Catalogue of Life.

## Bildgalleri

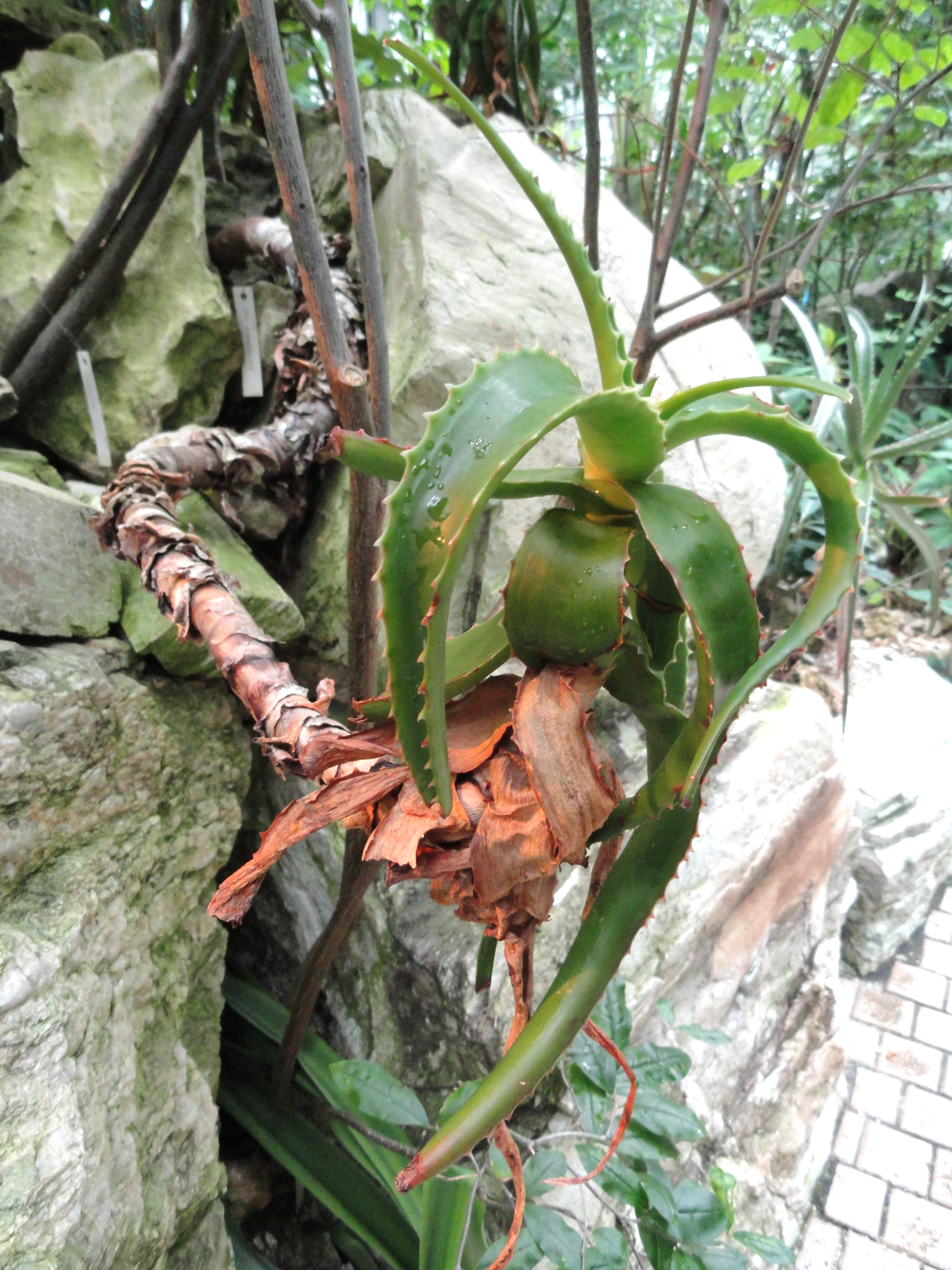